# Władysławowo
Władysławowo (kasjubiska: Wiôlgô Wies, tyska: Großendorf) är en stad och centralort i stads- och landskommun (sedan år 2015) vid Östersjökusten i Kasjubien, i norra Polen. Staden hade år 2009 15 015 invånare.
Władysławowo tillhör Puck powiat i Pommerns vojvodskap sedan år 1999 och tillhörde tidigare Gdańsk vojvodskap (1975-1998). Władysławowo är en hamnstad och ett populärt semesterresmål gminan (kommunen) Władysławowo består av flera distrikt som inkluderar Władysławowo, Chałupy, Chłapowo, Cetniewo, Rozewie, Jastrzębia Góra, Ostrowo, Karwia och Tupały. Flertalet av dessa distrikt är populära semesterorter. 
Polens nordligaste punkt är belägen i Jastrzębia Góra, utmärkt med Gwiazda Północy (norra stjärnan)-monumentet, som står på en klippa och överblickar stranden som är den allra nordligaste punkten. 
År 1634 designade ingenjören Fryderyk Getkant ett fort, kallat Władysławowo, beläget på Helhalvön, flera kilometer öster om dagens Władysławowo. I staden finns två PKP-järnvägsstationer.

## Invånare
- 1960: 3 900 invånare
- 1970: 7 900 invånare
- 1975: 9 200 invånare
- 1980: 10 600 invånare
- 2004: 10 000 invånare
- 2009: 15 015 invånare